# Гидрокарбонат лития
Гидрокарбона́т ли́тия — неорганическое соединение,
кислая соль лития и угольной кислоты с формулой LiHCO3,
бесцветный (белый) порошок,
растворяется в воде.

## Получение
- Пропускание углекислого газа через охлаждённый раствор карбоната лития:

{\displaystyle {\mathsf {Li_{2}CO_{3}+H_{2}O+CO_{2}\ \rightleftarrows 2\ LiHCO_{3}}}}

## Физические свойства
По физическим свойствам гидрокарбоната лития существуют противоречивые сведения. Образует бесцветный (белый) порошок
.
Растворяется в воде.

## Химические свойства
- Разлагается при незначительном нагревании или концентрировании:

{\displaystyle {\mathsf {2LiHCO_{3}\ {\xrightarrow {T}}\ Li_{2}CO_{3}+H_{2}O+CO_{2}\uparrow }}}